# Terra Indígena Fazenda Baiana
A Terra Indígena Fazenda Baiana é uma terra indígena localizada no sul do estado da Bahia, Brasil. Ocupa uma área de 304 ha no município de Camamu. As terras foram homologadas em 1998 e a sua população era de 84 índios pataxós-hã-hã-hães em 2014.